# Marijampolė City
Marijampolė City är en fotbollsklubb i staden Marijampolė i Litauen. Laget spelar i Pirma lyga – det litauiska ligasystemets andra nivå.

## Historia
Klubben grundades 2018 som en fotbollsakademi för barn och ungdomar, under namnet Suvalkijos jaunimo futbolo klubo akademija (FA Suvalkija).

### 2022 såsong
I början av 2022 skedde en sammanslagning av FK Šilas och fotbollsakademin Marijampolė City. Under omorganisationen av klubben beslöts att ändra namnet på Pirma lyga-herrfotbollslaget "Šilas" till "Marijampolė City" och att överföra laget till Marijampolė.
Klubben ansökte till det litauiska fotbollsförbundet (LFF) med en begäran om att byta namn och logotyp, och exekutivkommitténs beslut beviljades.
Det nya klubbnamnet och logotypen kommer att användas från starten av omgång 6 i Pirma lyga och från starten av den första omgången av Hegelmann LFF Cupen.

### Historiska namn
- 2018 – FA Suvalkija
- sedan 2019 – Marijampolė City

## Placering tidigare säsonger

### Marijampolė City
| Säsong | Nivå | Liga                    | Placering | Referens | Notering |
| ------ | ---- | ----------------------- | --------- | -------- | -------- |
| 2019   | 3    | Antra lyga (Pietų zona) | 5         | [ 2 ]    |          |
| 2022   | 2    | Pirma lyga              | 5         | [ 3 ]    |          |
| 2023   | 2    | Pirma lyga              | X         | [ 4 ]    |          |

## Färger
2019
| Marijampolė City | Marijampolė City |

sedan 2022
| Marijampolė City | Marijampolė City |

### Dräktsponsor
- 2019 : Adidas
- 2022 : Adidas

### Trikåer
| 2018 · Hemmaställ | 2019 · Hemmaställ | 2022 · Hemmaställ | 2022 · Bortaställ |

## Trupp 2023
Uppdaterad: 3 juli 2023
| 1  | Litauen   | MV | Modestas Kulikauskas       |  |  |  |  |  |
| 12 | Litauen   | MV | Giedrius Zenkevičius       |  |  |  |  |  |
|    |           |    |                            |  |  |  |  |  |
| 4  | Litauen   | F  | Haroldas Serbenta          |  |  |  |  |  |
| 5  | Litauen   | F  | Audrius Račkus             |  |  |  |  |  |
| 21 | Belarus   | F  | Iliija Tsiivilka           |  |  |  |  |  |
| 22 | Litauen   | F  | Gytis Urba                 |  |  |  |  |  |
| 25 | Litauen   | F  | Ugnius Montvilas           |  |  |  |  |  |
| 98 | Litauen   | F  | Lukas Sipavičius           |  |  |  |  |  |
|    |           |    |                            |  |  |  |  |  |
| 23 | Litauen   | MF | Tadas Kvietkauskas         |  |  |  |  |  |
| 13 | Litauen   | MF | Karolis Raškauskas         |  |  |  |  |  |
| 29 | Litauen   | MF | Airidas Sidaravičius       |  |  |  |  |  |
| 77 | Litauen   | MF | Nedas Labukas              |  |  |  |  |  |
| 17 | Litauen   | MF | Deividas Karpavičius       |  |  |  |  |  |
| 15 | Litauen   | MF | Ignas Raštutis             |  |  |  |  |  |
| 14 | Japan     | MF | Tomochika Obara            |  |  |  |  |  |
| 8  | Japan     | MF | Kiyomoto Hiroya            |  |  |  |  |  |
| 47 | Japan     | MF | Abe Kakeru                 |  |  |  |  |  |
|    |           |    |                            |  |  |  |  |  |
| 19 | Litauen   | A  | Ramūnas Mačežinskas        |  |  |  |  |  |
| 10 | Brasilien | A  | Higor Felippe Borges Felix |  |  |  |  |  |

## Tränare
- Gediminas Jarmalavičius, (2019; 2022–4 april 2023);[6][7]

## Kända spelare
- Audrius Brokas, (2022–)
- Haroldas Serbenta, (2022–)